# Daniel DiMaggio
Daniel DiMaggio (* 30. Juli 2003 in Los Angeles, Kalifornien) ist ein US-amerikanischer Schauspieler.

## Leben
Daniel DiMaggio, der in den Filmen Tales of Halloween und A Tiger’s Tale spielte, begann seine Karriere mit Rollen in mehreren Kurzfilmen, die zu einer Hauptrolle in dem Musik-Video „Space Plane“ der Kult-Favorit, Indy-Rock-Band The Blue Flames führte.

## Filmografie (Auswahl)
- 2013: Voll Vergeistert
- 2014–2016: Clarence (Stimme, vier Folgen)
- 2015: Supergirl
- 2016–2021: American Housewife
- 2022: Navy CIS (Fernsehserie, eine Folge)